# Jacob B. Blair

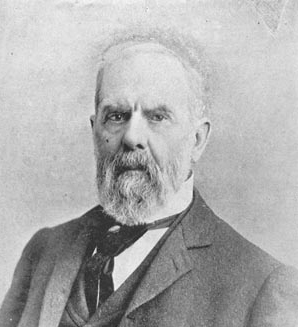
Jacob B. Blair

Jacob Beeson Blair (* 11. April 1821 in Parkersburg, Virginia; † 12. Februar 1901 in Salt Lake City, Utah) war ein US-amerikanischer Politiker. Zwischen 1861 und 1863 vertrat er den elften Wahlbezirk des Bundesstaates Virginia und von 1863 bis 1865 den ersten Wahlbezirk des neuen Staates West Virginia im US-Repräsentantenhaus. Von 1868 bis 1873 war er US-Botschafter in Costa Rica.

## Leben
Jacob Blair wurde 1821 in Parkersburg geboren, das damals noch Teil von Virginia war. Seit 1863 gehört die Stadt zum damals neu entstandenen Staat West Virginia. Nach einem Jurastudium und seiner im Jahr 1844 erfolgten Zulassung als Rechtsanwalt begann er im Ritchie County in seinem neuen Beruf zu arbeiten.
Nach dem Rücktritt des Kongressabgeordneten John S. Carlile wurde er als Unionist im Jahr 1861 für den Staat Virginia bzw. für dessen unionstreue Bezirke in das US-Repräsentantenhaus gewählt. Dieses Mandat übte er zwischen dem 2. Dezember 1861 und dem 3. März 1863 aus. Nach der Gründung West Virginias wurde er ebenfalls als Unionist zum ersten Kongressabgeordneten des ersten Kongresswahlbezirks des neuen Staates gewählt. Damit konnte er West Virginia zwischen dem 7. Dezember 1863 und dem 3. März 1865 im Repräsentantenhaus in Washington vertreten. Diese Zeit war von den Ereignissen des Bürgerkrieges überschattet.
Nach dem Ende seiner Zeit im Kongress war Blair zwischen 1868 und 1873 amerikanischer Gesandter in Costa Rica. Zwischen 1876 und 1888 war er beisitzender Richter am obersten Gerichtshof in Wyoming. Danach fungierte er von 1892 bis 1895 als Nachlassrichter im Salt Lake County in Utah-Territorium. Nach der Gründung des Staates Utah war er dort zwischen 1897 und 1901 als Generalsachverständiger (Surveyor General) tätig. Jacob Blair starb am 12. Februar 1901 in Salt Lake City und wurde dort auch beigesetzt.